# Sloane Motor Works
Sloane Motor Works war ein britischer Automobilhersteller, der nur 1907 in London ansässig war.
Drei Modelle mit Ein-, Zwei- und Vierzylindermotor wurden angeboten. Es entstanden jeweils nur wenige Exemplare.

## Quelle
- David Culshaw & Peter Horrobin: The Complete Catalogue of British Cars 1895-1975. Veloce Publishing plc. Dorchester (1997). ISBN 1-874105-93-6